# Drob

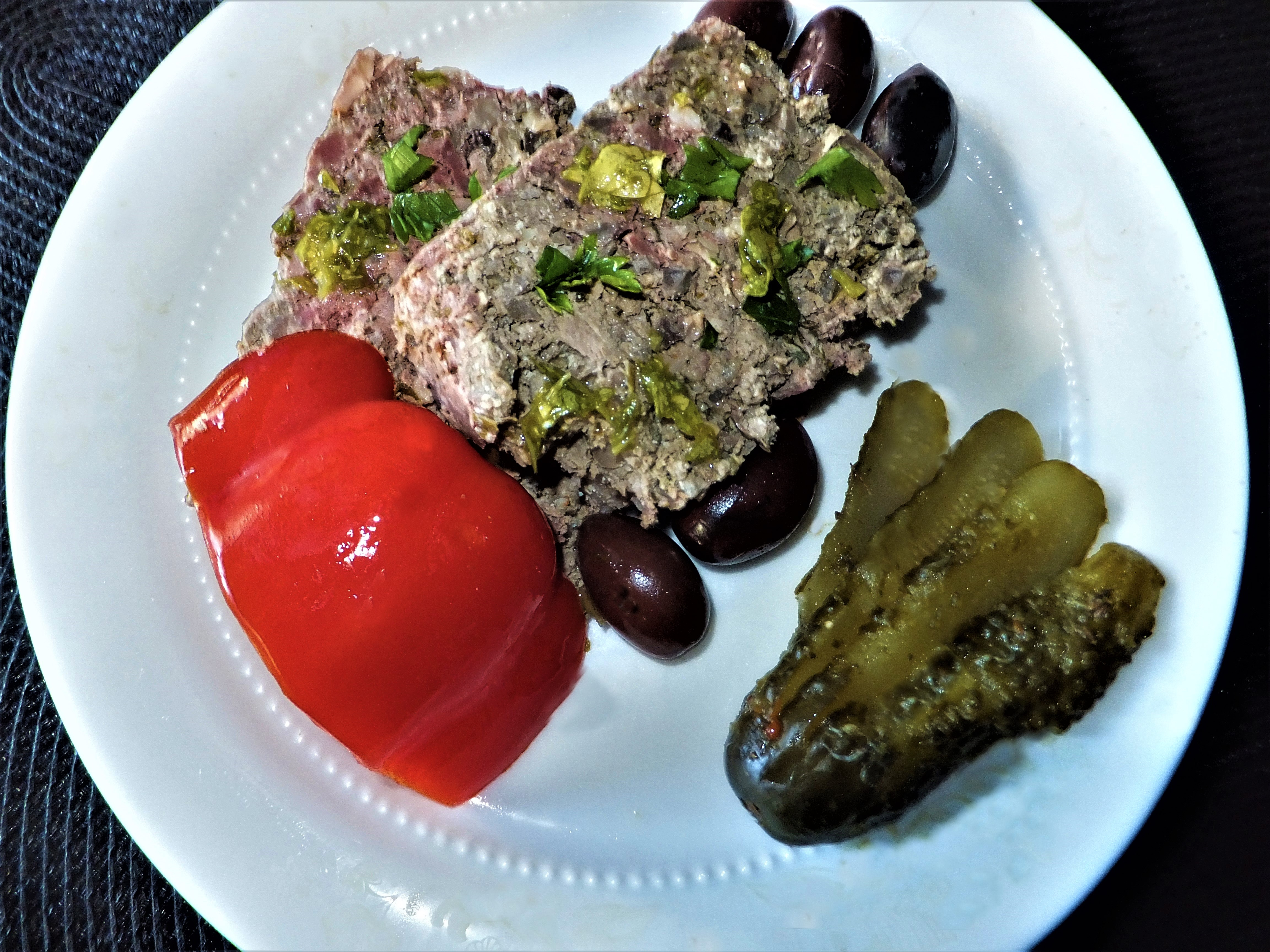
Drob de miel

Drob ou “Drob de miel in prapure” é um prato tradicional da Páscoa na Roménia. É um rolo feito com fressuras de borrego (coração, pulmões, rins, abertos e esfregados com vinagre, e fígado) que são primeiro cozidas em água e sal, depois moídas, salteadas com cebola e misturadas com ervas aromáticas, nata (ou farinha de trigo) e ovos batidos; a mistura é tradicionalmente enrolada em mesentério – o “prapure” – (modernamente em massa folhada) e o rolo assado no forno. Também é tradicional rechear o rolo com ovos cozidos.  